# Целеские
Целеские (пол. Cieleski) — дворянский род герба Долива.
Франциск из-Целешинка Целеский, Хорунжий Лифляндский, в 1758 году, продал имение своё Брохновко, в Хелмском Воеводстве состоявшее.

## Описание герба
В лазоревом поре серебряная левая перевязь, обременённая тремя золотыми шаровидными крестами.
На щите дворянский коронованный шлем. Нашлемник: пять страусовых перьев. Намёт на щите лазоревый, подложенный серебром.